# Campeonato Mundial de Atletismo de 2013 - Revezamento 4x400 m masculino
A prova dos 4 x 400 metros estafetas masculino do Campeonato Mundial de Atletismo de 2013 foi disputada entre os dias 15 e 16 de agosto no Estádio Lujniki, em Moscou.

## Recordes
Antes desta competição, os recordes mundiais e do campeonato nesta prova eram os seguintes:
| Tipo                  | Atleta                                                         | Tempo   | Local     | Data                 | Ref |
| --------------------- | -------------------------------------------------------------- | ------- | --------- | -------------------- | --- |
|                       | (Andrew Valmon, Quincy Watts, Harry Reynolds, Michael Johnson) | 2:54.29 | Stuttgart | 22 de agosto de 1993 | ver |
| Recorde do campeonato | (Andrew Valmon, Quincy Watts, Harry Reynolds, Michael Johnson) | 2:54.29 | Stuttgart | 22 de agosto de 1993 | ver |

## Medalhistas
| Ouro                                                                        | Prata                                                                    | Bronze                                                                          |
| Estados Unidos · David Verburg · Tony McQuay · Arman Hall · LaShawn Merritt | Jamaica · Rusheen McDonald · Edino Steele · Omar Johnson · Javon Francis | Grã-Bretanha · Conrad Williams · Martyn Rooney · Michael Bingham · Nigel Levine |

## Cronograma
| Data         | Hora  | Evento   |
| ------------ | ----- | -------- |
| 15 de agosto | 19:05 | Baterias |
| 16 de agosto | 21:30 | Final    |

Todos os horários são horas locais (UTC +4)

## Resultados

### Baterias
Qualificação: Os 2 de cada bateria (Q) e os 2 mais rápidos (q) avançam para a final. 
| Classificação | Bateria | Faixa | Nacionalidade        | Atleta                                                                          | Tempo   | Nota       |
| ------------- | ------- | ----- | -------------------- | ------------------------------------------------------------------------------- | ------- | ---------- |
| 1             | 2       | 4     | Estados Unidos       | James Harris, David Verburg, Joshua Mance, Arman Hall                           | 2:59.85 | Q, WL      |
| 2             | 1       | 5     | Jamaica              | Rusheen McDonald, Javere Bell, Edino Steele, Javon Francis                      | 3:00.41 | Q          |
| 3             | 2       | 7     | Trinidad e Tobago    | Renny Quow, Jarrin Solomon, Lalonde Gordon, Deon Lendore                        | 3:00.48 | Q, SB      |
| 4             | 1       | 2     | Grã-Bretanha         | Conrad Williams, Michael Bingham, Jamie Bowie, Martyn Rooney                    | 3:00.50 | Q, SB      |
| 5             | 2       | 5     | Bélgica              | Antoine Gillet, Jonathan Borlée, Dylan Borlée, Kevin Borlée                     | 3:00.81 | q, SB      |
| 6             | 2       | 8     | Brasil               | Pedro Luiz de Oliveira, Wagner Cardoso, Anderson Henriques, Hugo de Sousa       | 3:01.09 | q, SB      |
| 7             | 2       | 3     | Polónia              | Kacper Kozłowski, Rafał Omelko, Łukasz Krawczuk, Marcin Marciniszyn             | 3:01.73 | SB         |
| 8             | 1       | 6     | Venezuela            | Arturo Ramírez, Alberto Aguilar, José Meléndez, Freddy Mezones                  | 3:02.04 | SB         |
| 9             | 1       | 7     | Japão                | Kengo Yamazaki, Yuzo Kanemaru, Hideyuki Hirose, Hiroyuki Nakano                 | 3:02.43 | SB         |
| 10            | 3       | 3     | Austrália            | Steven Solomon, Craig Burns, Alexander Beck, Tristan Thomas                     | 3:02.48 | Q, SB      |
| 11            | 3       | 2     | Alemanha             | David Gollnow, Eric Krüger, Thomas Schneider, Jonas Plass                       | 3:02.62 | SB         |
| 12            | 3       | 7     | Bahamas              | Chris Brown, Wesley Neymour, LaToy Williams, Ojay Ferguson                      | 3:02.67 |            |
| 13            | 1       | 8     | República Dominicana | Arismendy Peguero, Gustavo Cuesta, Yon Soriano, Luguelín Santos                 | 3:03.61 |            |
| 14            | 3       | 1     | Itália               | Marco Lorenzi, Isalbet Juarez, Eusebio Haliti, Matteo Galvan                    | 3:03.88 | SB         |
| 15            | 1       | 3     | Espanha              | Roberto Briones, Samuel García, Mark Ujakpor, Mark Fradera                      | 3:04.07 | SB         |
| 16            | 3       | 4     | Cuba                 | Yoandys Lescay, Raidel Acea, Orestes Rodríguez, Osmaidel Pellicier              | 3:04.26 |            |
| 17            | 1       | 1     | Nigéria              | Noah Akwu, Abiola Onakoya, Tobi Ogunmola, Isah Salihu                           | 3:04.52 |            |
| 18            | 3       | 5     | Chéquia              | Daniel Němeček, Pavel Maslák, Petr Lichý, Jan Tesař                             | 3:04.54 | SB         |
| 19            | 3       | 8     | Arábia Saudita       | Ismail Al-Sabani, Yousef Masrahi, Mohamed Ali Al-Bishi, Mohammed Al-Salhi       | 3:04.55 |            |
| 20            | 2       | 6     | Ucrânia              | Vitaliy Butrym, Myhaylo Knysh, Yevhen Hutsol, Volodymyr Burakov                 | 3:04.98 | SB         |
| 21            | 1       | 4     | Botswana             | Pako Seribe, Obakeng Ngwigwa, Isaac Makwala, Thapelo Ketlogetswe                | 3:05.74 | SB         |
| 22            | 2       | 1     | Quênia               | Mike Mokamba Nyang'Au, Alphas Kishoyian, Anthony Chemut, Moses Kipkorir Kertich | 3:06.29 | SB         |
| 23            | 2       | 2     | Sri Lanka            | Priyashantha Dulan, Dilhan Aloka, Chanaka Kalawala, Kasun Kalhar Seneviratne    | 3:06.59 |            |
| —             | 3       | 6     | Rússia               | Maksim Dyldin, Lev Mosin, Sergej Petuchov, Vladimir Krasnov                     | 3:01.81 | DSQ Doping |

### Final
A final foi iniciada às 21:30. 
| Classificação     | Faixa | Nacionalidade     | Atleta                                                                    | Tempo   | Nota       |
| ----------------- | ----- | ----------------- | ------------------------------------------------------------------------- | ------- | ---------- |
| Medalha de ouro   | 5     | Estados Unidos    | David Verburg, Tony McQuay, Arman Hall, LaShawn Merritt                   | 2:58.71 | WL         |
| Medalha de prata  | 4     | Jamaica           | Rusheen McDonald, Edino Steele, Omar Johnson, Javon Francis               | 2:59.88 | SB         |
| Medalha de bronze | 7     | Grã-Bretanha      | Conrad Williams, Martyn Rooney, Michael Bingham, Nigel Levine             | 3:00.88 |            |
| 4                 | 1     | Bélgica           | Jonathan Borlée, Kevin Borlée, Dylan Borlée, Will Owoye                   | 3:01.02 |            |
| 5                 | 3     | Trinidad e Tobago | Renny Quow, Lalonde Gordon, Jehue Gordon, Jarrin Solomon                  | 3:01.74 |            |
| 6                 | 2     | Brasil            | Pedro Luiz de Oliveira, Wagner Cardoso, Anderson Henriques, Hugo de Sousa | 3:02.19 |            |
| 7                 | 8     | Austrália         | Steven Solomon, Alexander Beck, Craig Burns, Tristan Thomas               | 3:02.26 | SB         |
| —                 | 6     | Rússia            | Maksim Dyldin, Lev Mosin, Sergej Petuchov, Vladimir Krasnov               | 2:59.90 | DSQ Doping |

Legenda
| Recorde mundial       | Recorde mundial (World record)               |                       | Recorde africano                      | Recorde africano (African) |                                           | Q | Classificado por posição (Qualified) |
| Recorde do campeonato | Recorde do campeonato (Championship record)  | Recorde da América    | Recorde da América (Americas)         | q                          | Classificado por melhor tempo (Qualified) |   |                                      |
| Melhor marca do ano   | Melhor marca do ano (World leading)          | Recorde asiático      | Recorde asiático (Asian)              | DNS                        | Não largou (Did not start)                |   |                                      |
| Recorde nacional      | Recorde nacional (National record)           | Recorde europeu       | Recorde europeu (European)            | DNF                        | Não terminou (Did not finish)             |   |                                      |
| Recorde pessoal       | Recorde pessoal do atleta (Personal best)    | Recorde da Oceania    | Recorde da Oceania (Oceania)          | DSQ / DQ                   | Desclassificado (Disqualified)            |   |                                      |
| Recorde da temporada  | Recorde da temporada do atleta (Season best) | Recorde sul-americano | Recorde sul-americano (South America) | NM                         | Sem marca (No mark)                       |   |                                      |